# Марко Пашалић
Марко Пашалић (Карлсруе, 14. септембар 2000) је хрватски фудбалер који тренутно наступа за Ријеку. Игра на позицији крила.

## Успеси
Борусија Дортмунд
- Суперкуп Немачке: (финале: 2021)[5]

Ријека
- Куп Хрватске: (финале: 2023/24)[6]